# Casals (Arieja)
Casals (francès Cazaux) és un municipi francès situat al departament de l'Arieja i a la regió d'Occitània.